# استاد خليفة بن زايد
ستاد خليفة بن زايد هو ملعب متعدد الاستخدام يقع في مدينة العين الإماراتية. غالبا ما يتم استخدامه لمباريات كرة القدم. يسع الملعب لجلوس 14 ألف متفرج. يعتبر الملعب الرسمي الذي يخوض فيه نادي العين الإماراتي مبارياته. استضاف الملعب بعض مباريات بطولة كأس الأمم الآسيوية لكرة القدم 1996 وبطولة كأس العالم للشباب 2003.